# W. C. Fields
W. C. Fields, nom artístic de William Claude Dukenfield (Darby, prop de Filadèlfia, Pennsilvània, 29 de gener de 1880 - Pasadena, Califòrnia, 25 de desembre de 1946) va ser un joglar, humorista de vodevil, guionista i actor estatunidenc i és considerat com un dels més grans còmics de la història del setè art junt amb Charles Chaplin i Groucho Marx.
De jove, hàbil malabarista i jugador de billar, és contractat en una sala d'espectacles i efectua alguns anys més tard tombarelles per tot el país així com a Europa a començaments de segle. Vestit voluntàriament amb roba esparracada, de formes extravagants que el faran famós, amb un fals bigoti de color negre (era ros), les seves gires li valen un èxit internacional. El 1915 s'instal·la a Nova York i comença en un cabaret i en paral·lel la seva carrera d'actor en el cinema mut. Arriba a Hollywood el 1931 després de la seva primera pel·lícula sonora i és cridat quatre anys més tard per interpretar el seu més famós paper a David Copperfield dirigida per George Cukor. Debilitat per diverses malalties agreujades per la seva inclinació alcohòlica, ha de deixar-ho algun temps. Aleshores se'l pot sentir a la ràdio i l'èxit que hi coneix el propulsa de nou sobre els escenaris on fa encara algunes pel·lícules de les quals escriu els guions, abans que les malalties l'ensorrin.
Personatge excèntric, amb una veu esquerpa característica, l'aspecte de pallasso amb la seva roba i el seu nas inflat, li agrada interpretar personatges caricaturescos que s'escapen de les mans dels directors i productors. Saltimbanqui nat, torna a fer sovint als seus papers en el cinema les seves tombarelles que l'han fet famós des de l'inici i es queda en les memòries com una figura carismàtica dels començaments del Setè art que influenciarà molts caricaturistes, imitadors i fins i tot cineastes com per exemple Woody Allen a la seva pel·lícula  Take the Money and Run .

## Biografia
Fill de James Dukenfield, immigrant anglès, i de Kate Felton, nativa de Philadelfia, el jove William no passa més que quatre anys a l'escola abans d'haver d'ajudar el seu pare, venedor ambulant de fruites i llegums, a subvenir a les necessitats financeres de la parella. Llavors accepta en paral·lel altres petites feines: repartidor de gel, venedor de diaris, en una botiga de cigars i una sala de billars on s'assabenta d'aquesta disciplina i es converteix llavors un hàbil jugador. És també l'època durant la qual desenvolupa les seves capacitats de joglar després d'haver assistit a una representació d'un mestre del gènere. Entrenant-se primer de tot amb les fruites i llegums de la parada del seu pare, després fa servir tot el que és d'abast de les seves mans. Però el clima familiar és pesat i les batusses amb el seu pare freqüents. Als 11 anys, considerant ser un malabarista millor que tots els que pot veure a la ciutat, és contractat en un parc d'atracció dels afores a Norristown per a un salari setmanal de 5 $ que ni tan sols li permet tornar a Philadelfia tots els vespres. Durant l'estiu d'aquest any 1891, s'entera que a Atlantic City es busquen talents i és contractat una sala d'espectacles. Quan la clientela baixa, participa en simulacres d'ofegament a la platja, davant l'establiment: les preteses víctimes, portades a la sala, arrossegant invariablement la multitud curiosa i assedegada per l'esdeveniment.
Per diversificar les seves representacions i fer més atractiu el seu espectacle (les tombarelles de malabaristes són molt populars en aquell temps), imagina de fingir falles i recupera els objectes amb els seus peus o al rebot, amb moviments de cames que poden semblar accidentals per l'espectador. La dificultat i el domini d'execució de les seves tombarelles fan que la crítica sigui unànime pel que fa a les seves qualitats de malabarista i li valdrà més tard d'entrar al panteó de la disciplina. Al billar, que practica assíduament, també hi fa tombarelles, com ara colpejar la bola i saltar enrere, sobre la taula, amb diverses variants. Presentant-se en principi sota el pseudònim de Wm. C. Felton, agafa ràpidament el seu nom d'escena definitiu: W.C. Fields.
El 1899 s'integra en un grup de vodevil de gira a través del país i durant la qual, a més de mostrar els seus talents de malabarista i al billar, també fa paròdies. En aquests desplaçaments, potser per por a ser robat, comença a obrir comptes bancaris a cada ciutat travessada, fins al punt de posseir-ne, sembla, diversos centenars. És també durant aquest període que coneix Harriet Hughes, membre del grup, amb qui es casa el 8 d'agost del 1900 i que es converteix en la seva ajudanta. El 1901, realitzen la seva primera ggira per Europa i se'l pot veure en els anys que segueixen a l'Hotel de Gran Luxe de Londres o també al famós cabaret parisenc, les Folies Bergère, la mateixa nit que Charles Chaplin i Maurice Chevalier. Té també l'honor de ser convidat el mateix vespre que Sarah Bernhardt a efectuar una representació a Palau de Buckingham per al rei Eduard VII del Regne Unit.
El 28 de juliol de 1904 veu el naixement del seu fill W. C. « Claude » Fields. Mentre que Harriet es queda a Philadelfia, Fields segueix amb les gires però les seves llargues absències, lligat amb la conversió de la seva esposa a un catolicisme fervent (ell no té en molt gran estima les religions), comporten a poc a poc divergències i incomprensió, després un allunyament entre parella. Harriet, per les seves conviccions, li nega el divorci i davant el seu rebuig a trobar una feina estable, el comença a desacreditar amb el seu fill.
El 1915 s'instal·la a Nova York i participa fins al 1921 als Ziegfeld Follies, un espectacle inspirat en el Folies Bergère, que proposa una successió de representacions diverses (trapezistes, homes forts, malabaristes, …) tretes de revistes femenines musicals amb ballarines vestides molt lleugeres. Aquell any comença en el cinema en una pel·lícula muda produïda per Gaumont: Pool Sharks en la que participa igualment en l'elaboració del guió. A partir de 1924 actua durant un any en la comèdia musical Poppy, de la qual es farà l'any següent una adaptació cinematogràfica, Sally of the Sawdust, dirigida per Griffith i en la qual hi té un paper.
Roda 12 films muts abans de la seva primera pel·lícula parlada el 1930, The Golf Specialist i la revelació al públic de la seva veu tan característica. L'any següent, amb el declivi del vodevil degut a l'èxit de la ràdio, s'instal·la prop de Hollywood i signa un contracte amb la Paramount Pictures amb la que roda la majoria de les seves pel·lícules. El 1935, és contactat per la MMG per interpretar el que serà el seu paper més famós, Mr. Micawber a David Copperfield tret de la novel·la de Dickens, en la que Charles Laughton va ser proposat per al personatge però l'estudi el va rebutjar.
Durant un temps, Fields, pel seu humor estrident, el seu anticonformisme (té la reputació no seguir les directrius d'un sol dels seus papers) i el seu alcoholisme crònic, fa néixer envers ell les animositats al si de la Paramount. El 1936, greument malalt, ha de parar de rodar durant un any i fins i tot deixa l'alcohol durant aquesta convalescència, però el seu contracte, que venç aleshores, no és renovat.
Per a la seva tornada a l'escena en You Can't Cheat an Honest Man, el 1939, signa amb la Universal i actua en pel·lícules que són principalment escrites per i per a ell, com The Bank Dick (1940) o Never Give a Sucker an Even Break (1941) i que han contribuït a la seca anomenada fins als nostres dies.
Però les crides a la moderació de part del seu metge no hi fan res i W. C. Fields persisteix en el seu consum exagerat d'alcohol, de ginebra en particular. A mitjans dels anys 1940, afectat de diverses malalties (crisis de pneumònia, cirrosi, …) agreujades pels seus excessos, no apareix més que de manera esporàdica fins a haver d'entrar en un sanatori el 1945. Durant el mes de desembre 1946 s'enfonsa en el coma i no es desperta més que breument abans de morir el dia de Nadal.

## L'home
L'anticonformisme, el to acerb i les observacions càustiques de W.C. Fields no són una llegenda i li valen al llarg de la seva vida poques simpaties, ho va dir amb aquestes paraules: «No tinc prejudicis. Detesto igualment tothom. ». Amaga micros al llarg de la vorera davant la seva casa que li permeten escoltar els comentaris dels seus invitats al sortir dels sopars, comentaris que al·ludeix amb maligne plaer quan aquests són contrariats la vegada següent troben el seu autor.
El seu alcoholisme crònic també és reputat, fins al punt que una síndrome mèdica que caracteritza una rosàcia associada a l'alcoholisme porta avui el seu nom, però contràriament a la creença comuna, el seu nas vermell inflat que li dona l'aire d'un pallasso no és degut en l'alcohol sinó a aquesta rosàcia, una afectació cutània crònica que pot evolucionar en l'home (com en el seu cas) en un rinofyma, una inflor 
del nas. I pallasso, n'és efectivament: tindrà sempre un peu en l'època del seu començament de carrera de saltimbanqui reprenent sovint a la pantalla les seves tombarelles d'abans o el seu estil de vodevil, però quan s'associa amb la beguda, els efectes en poden ser devastadors i certament no a gust de tothom.
En un rodatge amb Baby LeRoy, aprofitant una absència momentània de la dida, aboca una dosi de ginebra en el biberó del bebè que trigarà una jornada a desembriagar-se, incapaç d'interpretar. Actes com aquest no podien més que irritar la Paramount que tanmateix mai el culparà del seu consum immoderat, ja que mai no serà vist en situació d'embriaguesa o fora de si a causa de l'alcohol en un plató de rodatge.
Aquesta broma pesada, com en alguns papers que interpreta (a You Can't Cheat an Honest Man o It's a Gift), les coses que expressa en públic (responent a la pregunta si estima els nens: «Ah si… bullits o fregits. ») o el que diuen d'ell els seus amics (« Algú que detesta els gossos i els nens no pot ser completament dolent. ») el fan assemblar-se a un monstre, però en realitat els seus actes proven tot el contrari. Així, quan la seva dona Harriet el desacredita obertament amb el seu fill, Fields prefereix allunyar-se per evitar-li l'espectacle, fent escenes familiars, remetent al judici raonat del nen perquè vegi amb el pas dels anys on se situa la veritat de les paraules de la seva mare.
D'altra banda, subvé les necessitats de la seva família fins i tot després haver-se'n anat del domicili, com ho fa fins a la majoria d'edat del fill il·legítim, William Rexford Fields Morris, que neix el 15 d'agost de 1917 de la seva relació amb la ballarina Bessie Poole, sense reconèixer-lo ni acceptar veure'l una vegada s'ha fet adult. Igualment, dona fons per a una obra de caritat en profit «de nois i noies orfes blancs, en la que no s'ensenyi religió, del tipus que sigui.» La restricció als orfes blancs ve d'un desgraciat concurs de circumstàncies, ja que ell acabava de ser robat per l'un dels seus empleats negre, encara que sigui conegut per tractar totes les races igual i expressar-se públicament nombroses vegades a favor de la igualtat racial.
L'avarícia que li retreuen de vegades és injustificada, ja que ha ajudat sempre generosament els seus amics en la necessitat, però no és per això menys estalviador, ja que després de la seva defunció i una batalla jurídica agitada entre la seva família, la seva amant de 14 anys, l'actriu Carlotta Monti i el seu fill il·legítim, els seus hereus de dret guanyaran la causa i es quedaran ells sols amb la seva fortuna, estimada en 700.000 $.
Com es pot veure en l'episodi de l'orfelinat, la religió no va amb ell, cosa que tindrà una influència en la ruptura amb la seva dona, i li agrada fer-ho saber al seu cercle.
Fustigant com era el seu costum, respon a una crítica feta contra Never Give a Sucker an Even Break pel Christian Science Monitor, que acusava la pel·lícula de tenir una «atmosfera típica d'idees confuses per l'alcohol», amb la següent frase: «No seria terrible si cités estadístiques dignes de confiança que provaven que més persones es tornen boges per la histèria religiosa més que pel consum d'alcohol? ». La seva relació amb Déu no és per això menys ambigua, ja que serà descobert cap a la fi de la seva vida amb una bíblia a les mans i respondrà amb un tret d'humor, com per excusar-se: «Mirava només si hi havia llacunes. »
Sobreviurà al cinema mut gràcies a la seva veu que suporta el seu estil de vegades paròdia, heretatge dels seus començaments, jugant amb les paraules com per posar millor el dit sobre els defectes dels altres (i els seus). Excèntric a cor què vols, disfressant-se amb roba increïble però que sembla formar part d'una segona naturalesa, Fields és una icona ineludible del cinema, testimoni d'una època on els excessos de tot gènere, fins i tot mals acceptats, encara eren tolerats.

## Premis
- Estrella al Passeig de la Fama de Hollywood (categoria cinema) a Hollywood (Los Angeles, Califòrnia, Estats Units)

## Filmografia

### Actor
- 1915: Pool Sharks d'Edwin Middleton: curtmetratge, cinema cinema mut, comèdia, segons una història original de Fields
- 1915: His Lordship's Dilemma de William F. Haddock: curtmetratge, cinema mut, comèdia
- 1924: Janice Meredith d'E. Mason Hopper: cinema mut, comèdia romàntica (també coneguda com a The Beautiful Rebel)
- 1925: Sally of the Sawdust de D. W. Griffith: cinema mut, comèdia, adaptació de l'obra Poppy en la qual va interpretar Fields l'any precedent (títol de treball: Poppy)
- 1925: That Royle Girl de Griffith: cinema mut, comèdia
- 1926: It's the Old Army Game d'A. Edward Sutherland: cinema mut, comèdia, Fields participa en el guió
- 1926: So's Your Old Man de Gregory La Cava:cinema mut, comèdia
- 1927: The Potters de Fred C. Newmeyer: cinema mut, comèdia
- 1927: Running Wild de Gregory La Cava: cinema mut, comèdia
- 1927: Two Flaming Youths de John Waters: cinema mut, comèdia (títol de treball: The Side Show)
- 1928: Tillie's Punctured Romance d'A. Edward Sutherland: cinema mut, comèdia
- 1928: Fools for Luck de Charles Reisner: cinema mut, comèdia
- 1930: The Golf Specialist de Monte Brice: curtmetratge, comèdia, segons una història original de Fields
- 1931: Her Majesty, Love de William Dieterle: musical
- 1932: Million Dollar Legs d'Edward F. Cline:comèdia
- 1932: If I Had a Million de James Cruze, H. Bruce Humberstone, Ernst Lubitsch, Norman Z. McLeod, Lothar Mendes, Stephen Roberts, William A. Seiter i Norman Taurog: sèrie de curtmetratges, comèdia dramàtica
- 1932: The Dentist de Leslie Pearce: curtmetratge, comèdia, Fields participa en el guió
- 1933:  The Fatal Glass of Beer de Clyde Bruckman: curtmetratge, comèdia, Fields participa en el guió (títol de treball: It Ain't a Fit Night Out for Man or Beast)
- 1933: The Pharmacist d'Arthur Ripley: curtmetratge, comèdia (també coneguda com The Druggist, títols de treball: Buy America i The Drug Store)
- 1933: International House d'A. Edward Sutherland: comèdia
- 1933: The Barber Shop d'Arthur Ripley: curtmetratge, comèdia, escrit per Fields
- 1933: Tillie and Gus de Francis Martin: comèdia
- 1933: Alice in Wonderland de Norman Z. McLeod: ficció familiar, adaptat novel·les de Lewis Carroll
- 1933: Hip Action de George Marshall: curtmetratge, Fields actua amb el seu verdader nom
- 1934: Six of a Kind de Leo McCarey:comèdia
- 1934: You're Telling Me! d'Erle C. Kenton:comèdia
- 1934: The Old Fashioned Way de William Beaudine: comèdia, segons una història original de Fields (sota el pseudònim Charles Bogle)
- 1934: Mrs. Wiggs of the Cabbage Patch de Norman Taurog:comèdia
- 1934: It's a Gift de Norman Z. McLeod: comèdia, segons una història original de Fields (sota el pseudònim Charles Bogle)
- 1935: David Copperfield (The Personal History, Adventures, Experience, and Observation of David Copperfield, the Younger) de George Cukor: aventura dramàtica (títol curt: David Copperfield)
- 1935: Mississippi d'A. Edward Sutherland: comèdia musical
- 1935: Man on the Flying Trapeze de Clyde Bruckman: comèdia, segons una història original de Sam Hardy i W. C. Fields (sota el pseudònim Charles Bogle), Fields realitza una gran part de la pel·lícula després de la marxa de Bruckman (títol al Regne Unit: The Memory Expert)
- 1936: Poppy d'A. Edward Sutherland: comèdia, recuperació de la comèdia musical que va interpretar el 1924.
- 1938: The Big Broadcast of 1938 de Mitchell Leisen: comèdia romàntica i musical
- 1939: You Can't Cheat an Honest Man de George Marshall: comèdia, segons una història original de Fields (sota el pseudònim Charles Bogle), primera pel·lícula a Universal Studios
- 1940: My Little Chickadee d'Edward F. Cline: comèdia, western, Fields participa en el guió
- 1940: The Bank Dick d'Edward F. Cline: comèdia, segons una història original de Fields (sota el pseudònim Mahatma Kane Jeeves)
- 1941: Never Give a Sucker an Even Break d'Edward F. Cline: comèdia, segons una història original de Fields (sota el pseudònim Otis Criblecoblis)
- 1942: Tales of Manhattan de Julien Duvivier: comèdia dramàtica
- 1944: Follow the boys d'A. Edward Sutherland: comèdia dramàtica musical, Fields actua amb el seu verdader nom
- 1944: Song of the Open Road de S. Sylvan Simon: comèdia musical, Fields actua amb el seu verdader nom
- 1944: Sensations of 1945 d'Andrew L. Stone: musical, Fields actua amb el seu verdader nom

### Director
- 1935: Man on the Flying Trapeze de Clyde Bruckman

comèdia, no surt als crèdits, Fields realitza una gran part de la pel·lícula després de la marxa de Bruckman. (títol anglès: The Memory Expert)

### Guionista
- 1915: Pool Sharks d'Edwin Middleton

curtmetratge, muda, comèdia, actua a la pel·lícula
- 1926: It’s the Old Army Game d'A. Edward Sutherland

muda, comèdia, actua a la pel·lícula
- 1930: The Family Ford de Bryan Foy

curtmetratge, comèdia, adaptada d'una obra en tres escenes de Fields
- 1930: The Golf Specialist de Monte Brice

curt, comèdia, no surt als crèdits, actua a la pel·lícula
- 1932: The Dentist de Leslie Pearce

curtmetratge, comèdia, no surt als crèdits, actua a la pel·lícula
- 1933: Singing Boxer de Leslie Pearce

curtmetratge, comèdia musical
- 1933: Too Many Highballs de Clyde Bruckman

curtmetratge, comèdia, no surt als crèdits
- 1933:  The Fatal Glass of Beer de Clyde Bruckman

curtmetratge, comèdia, no surt als crèdits, actua a la pel·lícula
- 1933: The Barber Shop d'Arthur Ripley

comèdia, curtmetratge, actua a la pel·lícula
- 1934: The Old Fashioned Way de William Beaudine

comèdia, als crèdits amb el pseudònim Charles Bogle, actua a la pel·lícula
- 1934: It’s a Gift de Norman Z. McLeod

comèdia, amb el pseudònim Charles Bogle, actua a la pel·lícula
- 1935: Man on the Flying Trapeze de Clyde Bruckman

comèdia, amb el pseudònim Charles Bogle, actua a la pel·lícula (títol anglès: The Memory Expert)
- 1939: You Can't Cheat an Honest Man de George Marshall

comèdia, amb el pseudònim Charles Bogle, actua a la pel·lícula
- 1940: My Little Chickadee d'Edward F. Cline

comèdia, western, actua a la pel·lícula (títol de treball: The Lady and the Bandit)
- 1940: The Bank Dick d'Edward F. Cline

comèdia, amb el pseudònim Mahatma Kane Jeeves, actua a la pel·lícula (títol de treball: The Great Man, títol anglès: The Bank Detective)
- 1941: Never Give a Sucker an Even Break d'Edward F. Cline

comèdia, amb el pseudònim Otis Criblecoblis, actua a la pel·lícula (títol anglès: What a Man)